# Xã Delano, Quận Schuylkill, Pennsylvania
Xã Delano (tiếng Anh: Delano Township) là một xã thuộc quận Schuylkill, tiểu bang Pennsylvania, Hoa Kỳ. Năm 2010, dân số của xã này là 445 người.